# International Journal of Computer Mathematics
International Journal of Computer Mathematics is een internationaal, aan collegiale toetsing onderworpen wetenschappelijk tijdschrift op het gebied van de toegepaste wiskunde.
De naam wordt in literatuurverwijzingen meestal afgekort tot Int. J. Comput. Math.
Het wordt uitgegeven door Taylor & Francis en verschijnt maandelijks.
Het eerste nummer verscheen in 1964.